# Gare d'Harchies
La gare d'Harchies est une gare ferroviaire belge de la ligne 78, de Saint-Ghislain à Tournai, située à Harchies sur le territoire de la commune de Bernissart dans la province de Hainaut en région wallonne.
Elle est mise en service en 1879 par l'administration des chemins de fer de l'État belge. C'est une halte voyageurs de la Société nationale des chemins de fer belges (SNCB) desservie par des trains d’Heure de pointe (P).

## Situation ferroviaire
Établie à 33 m d'altitude, la gare d'Harchies est située au point kilométrique (PK) 10,508 de la ligne 78, de Saint-Ghislain à Tournai, entre les gares ouvertes de Ville-Pommerœul et de Blaton.

## Histoire
La station d'Harchies est mise en service le 1er mai 1879 par l'administration des chemins de fer de l'État belge, sur la ligne de Saint-Ghislain à Tournai, construite de 1861 à 1870.
Elle a plus tard été dotée d'un assez grand bâtiment de gare doté de trois ailes, dont une de sept travées abritant la salle d'attente. Disparu depuis, tout comme celui de Maubray qui était sa copie conforme, il était proche mais plus grand de celui de la gare de Schendelbeke, en partie démoli.

## Service des voyageurs

### Accueil
Halte SNCB, c'est un point d'arrêt non géré (PANG) à accès libre. 

### Desserte
Harchies fait partie des gares ayant la particularité d'être exclusivement desservie par des trains d'Heure de pointe (P) de la SNCB à des horaires non-cadencés. Voir brochure SNCB de la ligne 78.
En semaine, la gare est desservie par deux aller-retour Tournai - Mons, le matin ; un autre en milieu de journée et une troisième paire l'après-midi suivie par deux trains P Ath - Tournai.
Les week-ends et les jours fériés, la gare n'est desservie par aucun train.

### Intermodalité
Un parc pour les vélos y est aménagé. Le stationnement des véhicules est possible à proximité.

## Comptage voyageurs
Le graphique et le tableau montrent le nombre de passagers qui en moyenne embarquent durant la semaine, le samedi et le dimanche.
| Nombre de voyageurs qui embarquent à la gare d'Harchies | Nombre de voyageurs qui embarquent à la gare d'Harchies | Nombre de voyageurs qui embarquent à la gare d'Harchies | Nombre de voyageurs qui embarquent à la gare d'Harchies |
|                                                         | Semaine                                                 | Samedi                                                  | Dimanche                                                |
| ------------------------------------------------------- | ------------------------------------------------------- | ------------------------------------------------------- | ------------------------------------------------------- |
| 1977                                                    | 217                                                     | 32                                                      | 24                                                      |
| 1978                                                    | 246                                                     | 48                                                      | 17                                                      |
| 1979                                                    | 227                                                     | 20                                                      | 33                                                      |
| 1980                                                    | 188                                                     | 28                                                      | 18                                                      |
| 1981                                                    | 167                                                     | 25                                                      | 27                                                      |
| 1982                                                    | 184                                                     | 27                                                      | 42                                                      |
| 1983                                                    | 194                                                     | 50                                                      | 37                                                      |
| 1984                                                    | 86                                                      | 3                                                       | -                                                       |
| 1985                                                    | 89                                                      | 1                                                       | -                                                       |
| 1986                                                    | 87                                                      | -                                                       | -                                                       |
| 1987                                                    | 85                                                      | 1                                                       | -                                                       |
| 1988                                                    | 94                                                      | 2                                                       | 2                                                       |
| 1989                                                    | 65                                                      | 2                                                       | -                                                       |
| 1990                                                    | 60                                                      | -                                                       | -                                                       |
| 1991                                                    | 88                                                      | -                                                       | -                                                       |
| 1992                                                    | 85                                                      | -                                                       | -                                                       |
| 1993                                                    | 88                                                      | -                                                       | -                                                       |
| 1994                                                    | 73                                                      | -                                                       | -                                                       |
| 1995                                                    | 68                                                      | -                                                       | -                                                       |
| 1996                                                    | 75                                                      | -                                                       | -                                                       |
| 1997                                                    | 67                                                      | -                                                       | -                                                       |
| 1998                                                    | 56                                                      | -                                                       | -                                                       |
| 1999                                                    | 45                                                      | -                                                       | -                                                       |
| 2000                                                    | 36                                                      | -                                                       | -                                                       |
| 2001                                                    | 47                                                      | -                                                       | -                                                       |
| 2002                                                    | 52                                                      | -                                                       | -                                                       |
| 2003                                                    | 46                                                      | -                                                       | -                                                       |
| 2004                                                    | 43                                                      | -                                                       | -                                                       |
| 2005                                                    | 62                                                      | -                                                       | -                                                       |
| 2006                                                    | 35                                                      | -                                                       | -                                                       |
| 2007                                                    | 40                                                      | -                                                       | -                                                       |
| 2008                                                    | -                                                       | -                                                       | -                                                       |
| 2009                                                    | 56                                                      | -                                                       | -                                                       |
| 2010                                                    | -                                                       | -                                                       | -                                                       |
| 2011                                                    | -                                                       | -                                                       | -                                                       |
| 2012                                                    | 45                                                      | -                                                       | -                                                       |
| 2013                                                    | 54                                                      | -                                                       | -                                                       |
| 2014                                                    | 28                                                      | -                                                       | -                                                       |
| 2015                                                    | 30                                                      | -                                                       | -                                                       |
| 2016                                                    | 15                                                      | -                                                       | -                                                       |
| 2017                                                    | 21                                                      | -                                                       | -                                                       |
| 2018                                                    | 22                                                      | -                                                       | -                                                       |
| 2019                                                    | 17                                                      | -                                                       | -                                                       |
| 2020                                                    | 10                                                      | -                                                       | -                                                       |
| 2021                                                    | -                                                       | -                                                       | -                                                       |
| 2022                                                    | 19                                                      | -                                                       | -                                                       |
| 2023                                                    | 22                                                      | -                                                       | -                                                       |
| 2024                                                    | 21                                                      | -                                                       | -                                                       |